# Lars Wohlin
Lars Wohlin (ur. 24 czerwca 1933 w Sztokholmie, zm. 24 września 2018 w Danderyd) – szwedzki ekonomista, polityk, menedżer, dyrektor banku centralnego, deputowany do Parlamentu Europejskiego (2004–2009).

## Życiorys
Urodził się 24 czerwca 1933 w Sztokholmie. Ukończył studia ekonomiczne w 1960, w 1970 uzyskał stopień doktora nauk ekonomicznych. Był wykładowcą na Uniwersytecie w Uppsali. Od 1973 do 1976 pełnił funkcję dyrektora badawczego instytutu ekonomii przemysłowej. Następnie do 1979 zajmował stanowisko podsekretarza stanu w Ministerstwie Finansów. W latach 1979–1982 pełnił funkcję dyrektora Szwedzkiego Banku Narodowego. W późniejszych latach związany z różnymi instytucjami finansowymi i bankowymi.
W wyborach w 2004 uzyskał mandat posła do Parlamentu Europejskiego z ramienia eurosceptycznej Listy Czerwcowej. Przystąpił do grupy Niepodległość i Demokracja, został członkiem Komisji Gospodarczej i Monetarnej. W 2006 przeszedł do Chrześcijańskich Demokratów, do końca kadencji zasiadał w grupie chadeckiej.
Zmarł 24 września 2018.